# دينيس فوينوف
دينيس فوينوف (بالروسية: Войнов, Денис Васильевич)‏ هو لاعب كرة قدم روسي في مركز الوسط، ولد في 1 مارس 1990 في فريازينو في روسيا. لعب مع توربيدو موسكو وسبارتاك نالتشيك ولوكوموتيف موسكو.

## وصلات خارجية
- دينيس فوينوف على موقع قاعدة بيانات كرة القدم.إي يو (الإنجليزية)
- دينيس فوينوف على موقع Soccerway.com (الإنجليزية)